# Mojón, Mexiko
Mojón är en ort i Mexiko.   Den ligger i kommunen El Porvenir och delstaten Chiapas, i den sydöstra delen av landet, 900 km sydost om huvudstaden Mexico City. Mojón ligger 2 665 meter över havet och antalet invånare är 344.
Terrängen runt Mojón är bergig söderut, men norrut är den kuperad. Mojón ligger uppe på en höjd. Runt Mojón är det ganska tätbefolkat, med 96 invånare per kvadratkilometer. Närmaste större samhälle är El Porvenir de Velasco Suárez, 6,7 km väster om Mojón. I omgivningarna runt Mojón växer huvudsakligen savannskog.